# 馬那邦山
馬那邦山，一名大崠，又稱馬拉邦山，是臺灣苗栗縣泰安鄉士林村、中興村，以及大湖鄉東興村交界的一座山，海拔1406.5公尺，為台灣小百岳與台灣百名山之一，也是大湖鄉全境與泰安鄉士林村最高峰，山頂設有一等三角點基石。馬那邦山與馬拉邦山皆是對該山東南側，泰雅族北勢群馬拉邦部落的音譯，其中「馬那邦」一名最晚於清治後期史料中已經出現。馬那邦山的植被以闊葉林為主，尤其有許多自然生長和人為栽植的青楓與楓香，是苗栗著名的賞楓景點，另有部分區域為竹林或針葉林。山脊為東面陡峭，西面平緩的單面山，南南東方向連接司令山。山脊西側與東北側分別為後龍溪上游支流南湖溪、大湖溪部分支流的發源地，西南側為大安溪支流蘇魯坑的發源地。一些登山者會自馬那邦山沿該稜線南行，經司令山抵達大克山，或更南方的大克山西南峰，被稱為「馬克縱走」。

## 外部連結
- 馬拉邦山登山步道 - 山林悠遊網 （页面存档备份，存于）
- 馬那邦山登山步道 - 苗栗文化觀光旅遊網 （页面存档备份，存于）
- 旅遊資訊 - 自然步道 - 馬拉邦山登山步道 （页面存档备份，存于）